# Симфонія № 5 (Чайковський)
Симфо́нія № 5 мі мінор, тв. 64 — симфонія Петра Ілліча Чайковського, написана в 1888 р.
Прем'єра відбулася 6 листопада 1888 р. у Петербурзі.
Написана для великого симфонічного оркестру подвійного складу включно з флейтою піколо
Симфонія у 4-х частинах:
1. Andante — Scherzo: Allegro con anima
2. Andante cantabile, con alcuna licenza
3. Вальс (Walzer): Allegro moderato
4. Finale: Andante maestoso - Allegro vivace (Alla breve) - Molto Meno Mosso